# Loïc Feudjou
Maxime Loïc Feudjou Nguegang (nacido el 14 de abril de 1992) es un futbolista camerunés. Juega como portero en Union Douala de la Primera División de Camerún.

## Trayectoria
Feudjou nació en Douala. Hizo su debut de alto nivel para la tercera división de Camerún en el club Botafogo en 2010, posteriormente se une a los gigantes locales Coton Sport en diciembre de 2011. Feudjou firmó inicialmente como una tercera opción, detrás de Kassaly Daouda y Jean Efala; sin embargo, fue seleccionado como titular en los primeros partidos de la temporada, y terminó la temporada como titular. 
En 2013, Feudjou jugó un papel clave para el Coton Sport, ayudando al club a llegar a las semifinales de la Liga de Campeones de la CAF, y también a formar parte de la plantilla que se proclamó campeona de la Elite One y la Copa de Camerún.

## Selección nacional
El 23 de febrero de 2012 Feudjou fue llamado para formar parte del plantel oficial de la selección de fútbol de Camerún para disputar la Copa Africana de Naciones. Hizo su debut el 29 de mayo de 2014, en sustitución de Charles Itandje en la derrota 1-2 ante Paraguay.
El 7 de junio, Feudjou recibió su primera apertura, jugando toda la primera mitad del encuentro, alcanzando la victoria 1-0 contra Moldavia.

### Participaciones en Copas del Mundo
| Mundial                        | Sede   | Resultado    |
| ------------------------------ | ------ | ------------ |
| Copa Mundial de Fútbol de 2014 | Brasil | Primera fase |